# Woodland (Washington)
Woodland je grad u američkoj saveznoj državi Washington. Prema popisu stanovništva iz 2010. u njemu je živjelo 5.509 stanovnika.